# Reczyce (Poméranie-Occidentale)
Pour les articles homonymes, voir Reczyce.
Reczyce est une localité polonaise de la gmina rurale de Boleszkowice située dans le powiat de Myślibórz en voïvodie de Poméranie-Occidentale. Elle se situe à environ 32 km au sud-ouest de Myślibórz et 78 km au sud de la capitale régionale Szczecin. sa population est de 140 habitants.

## Géographie

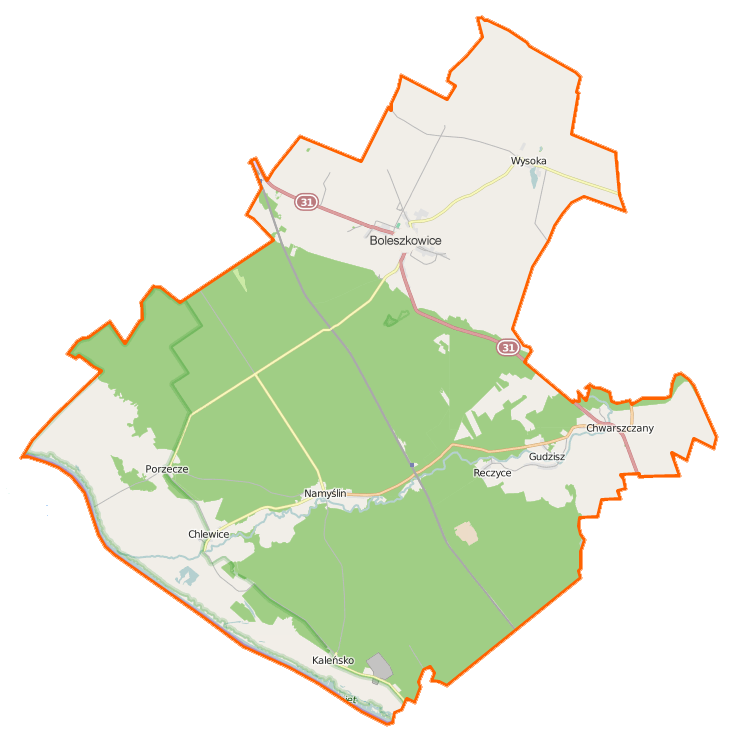
Carte de la gmina de Boleszkowice.